# Conducto nervioso artificial
Un conducto nervioso guía (también llamado conducto nervioso artificial o injerto nervioso artificial, a diferencia de autoinjerto) es un medio de guía artificial de recrecimiento axonal para facilitar la neuroregeneración y es uno de los múltiples tratamientos clínicos para las lesiones nerviosas. Cuando la sutura de dos extremos de un nervio seccionado no puede lograrse sin ejercer una tensión, el procedimiento clínico habitual para las lesiones de los nervios del sistema periférico es usar injertos nerviosos autólogos. Debido a la limitada disponibilidad de tejidos donadores y recuperación funcional de los autoinjertos nerviosos, la investigación en la ingeniería de tejidos neural se ha concentrado en el desarrollo de conductos nerviosos guía bioartificiales como un tratamiento alterno, especialmente para defectos grandes. Técnicas similares están siendo exploradas para la reparación de la médula espinal, sin embargo la regeneración en el sistema nervioso central tiene muchos más retos, ya que los axones no se regeneran de manera apreciable en su ambiente nativo.
La creación de conductos artificiales también es llamada entubación, debido a que los extremos nerviosos y la brecha intervenida son encerradas por un tubo hecho de materiales biológicos o sintéticos. Si el conducto está en forma de tubo biológico, tubo sintético o un conducto diseñado con ingeniería de tejidos, debería facilitar la comunicación neurotrópica y neurotrófica entre los extremos proximales y distales entre la brecha nerviosa, bloquear factores de inhibición externos y proveer una guía física para el recrecimiento axonal. El objetivo más básico de un conducto nervioso artificial es combinar señales físicas, químicas y biológicas bajo condiciones que fomenten la formación de tejido.
Algunos materiales que se han usado para elaborar tubos biológicos incluyen vasos sanguíneos y músculos esqueléticos, mientras que tubos sintéticos no absorbibles y bioabsorbibles se han hecho de silicona y ácido poliglicólico, respectivamente. La ingeniería de tejidos para conductos nerviosos artificiales se ha combinado con muchos elementos: andamios estructurales, materiales de andamios, terapias celulares, factores neurotróficos y materiales biomiméticos. La elección de señales físicas, químicas y biológicas, está basada en las propiedades del ambiente nervioso, el cual es crítico para crear el ambiente deseado para la regeneración axonal. Los factores que controlan la selección del material incluye la biocompatibilidad y biodegradabilidad, integridad mecánica, controlabilidad durante el crecimiento nervioso, implantación y esterilización.

## Topografía de andamios
. En ingeniería de tejidos hay tres principales niveles de estructuras de andamios, que  son:
- Las superestructuras, la forma general del andamio;
- La microestructura, la superficie a nivel celular de la estructura; y
- la nanoestructura, la superficie a nivel subcelular de la estructura.

### La superestructura
La superestructura de un conducto o un andamio es importante para la estimulación de condiciones para la formación de tejido nerviosos "in vivo". La matriz extracelular, que es principalmente responsable de la dirección y formación del tejido en crecimiento, tiene un complejo superestructural creado por muchas moléculas fibrosas entre tejidas. Algunas formas de crear superestructuras incluye el uso de hidrogeles termo-sensibles, canales orientados longitudinalmente, fibras orientadas longitudinalmente, axones estirados en crecimiento y andamios nanofibrosos.

#### Hidrogeles termo-sensibles
En los traumatismos craneoencefálicos, se inicia una serie de eventos de daños que lleva a muerte celular y disfunción general, lo que causa la formación de una cavidad de lesión con forma irregular. La cavidad resultante causa muchos problemas para los andamios de ingeniería de tejidos, ya que la implantación invasiva es requerida y generalmente el andamio no tiene la forma de la cavidad. Para sortear estas dificultades, los hidrogeles termo-sensibles se han diseñado hidrogeles para someterse a transiciones solución-gelación (sol-gel), que son causadas por diferencias en cuanto a temperatura del cuarto y las fisiológicas, para facilitar la implantación a través de la gelación in situ y conformar la forma de la cavidad, permitiendo que éstas sean inyectadas de una manera mínimamente invasiva.
La metilcelulosa (MC) es un material con una transición solución-gelación bien definida en un rango óptimo de temperatura. La gelación de MC ocurre por un incremento en interacciones hidrofóbicas entre intra- e intermoleculares. La transición sol-gel está gobernada por la temperatura mínima crítica de la solución (LCST, por sus siglas en inglés), la cual, es la temperatura en la que la fase elástica iguala a la fase elástica. La LCST no debe de exceder la temperatura fisiológica (37 °C), si el andamio se gelifica en la implantación, creando una administración mínimamente invasiva. Después de la implantación a la cavidad de una lesión traumática o a un conducto nervioso artificial, la MC produce una ligera inflamación. También es muy importante para que la invasión sea poco invasiva, que la solución MC tiene viscosidad en temperaturas menores a su LCST, lo que permite que sea inyectada a través de una aguja de pequeño calibre para aplicaciones in vivo. La MC ha sido usada de forma exitosa como un agente de administración para terapias farmacéuticas intraocular y oral. Algunas de sus desventajas incluyen su poca inclinación para la absorción de proteínas y adhesión neuronal haciéndolo un hidrogel no bioactivo. Gracias a esto el uso de MC, en la ingeniería de tejidos neural regeneracional, requiere ser adjuntada a un grupo biológicamente activo sobre el esqueleto del polímero para permitir la adhesión celular.
Otro gel termo-sensible está formado de la unión de quitosano con sales de glicerofosfatos (GP). Esta solución presenta gelación a temperaturas mayores a 37 °C. La gelación de quitosano/GP es bastante lenta, aproximadamente media hora para iniciarse y nueve para estar completamente estable. Su fuerza varía entre 67 a 1572 Pa dependiendo de la concentración de quitosano; el extremo inferior de este rango se aproxima a la rigidez del tejido cerebral. El quitosano/GP ha demostrado tener éxito in vitro, pero la adición de polilisina se necesita para permitir la unión a las células nerviosas. La polilisina se une con un enlace covalente al quitosano para prevenir su difusión. La polilisina fue seleccionada debido a su naturaleza positiva y su alta hidroficidad, la cual promueve el crecimiento de la neurita. La supervivencia de las neuronas se duplicó, aunque la extensión de la neurita no cambió con su adición.

#### Canales orientados longitudinalmente
Los canales orientados longitudinalmente son estructuras macroscópicas que permiten ser adicionadas a un conducto para dar una buena dirección guiada a través del andamio a los axones en regeneración. En un andamio con arquitectura de canal microtubular, los axones en regeneración son capaces de extenderse longitudinalmente a través del axón, como lo harían de manera natural en los tubos endoneurales de los nervios periféricos. Adicionalmente, los canales incrementan la superficie de contacto disponible para contacto celular. Los canales son usualmente creados al insertar una aguja, cable o una segunda solución polimérica dentro del andamio polimérico; después de estabilizar la figura del polímero principal, la aguja, el cable o el segundo polímero son retirados para así formar los canales. Comúnmente múltiples canales son creados; sin embargo, los andamios pueden estar constituidos por solo un gran canal, que simplemente es un tubo hueco.
Una técnica de moldeado fue creada por Wang et al. para formar un conducto nervioso artificial con una matriz multicanal interior y una pared tubular exterior a base de quitosano. En su estudio del 2006, Wang et. al. enroscaron agujas de acupuntura a través de un tubo hueco de quitosano, donde se fijaron en cualquier de los dos extremos con parches creados con CAD. Una solución de quitosano fue entonces inyectada hacia los tubos y solidificada, después se removieron las agujas, creando los canales orientados longitudinalmente. Un andamio representativo fue luego creado para caracterización con 21 canales usando agujas de acupuntura con un diámetro de 400 µm. Bajo investigación en microscopio, los canales fueron encontrados casi circulares con pequeñas irregularidades; todos los canales estaban alineados con el diámetro interior de la pared del tubo. Fue confirmado con micro imágenes de CT que los canales atravesaron todo la longitud del andamio. Bajo absorción de agua los diámetros internos y externos del andamio se engrandecieron, pero su cambio en diámetro no fue significativo, lo cual era necesario para mantener la forma del andamio que guíe a la extensión de la neurita. La estructura interior provee un incremento en la fuerza compresora comparada con un tubo hueco, que puede prevenir colapsos de los andamios hacia una neurita en crecimiento. Las células Neuro-2a son capaces de crecer en la matriz interna del andamio y ser orientadas por el canal. Aunque este método sólo se ha probado con quitosano, se puede ajustar a otros materiales.
La liofilización y el proceso de calentamiento de cables es otro método para crear canales orientados longitudinalmente, desarrollado por Huang et. al. (2005). Una solución de quitosano y ácido acético se congeló alrededor de cables de níquel-cobre (Ni-Cu)  en una trampa de nitrógeno líquido; subsecuentemente los cables son calentados y removidos. Los cables de Ni-Cu se seleccionaron debido a que presentan altos niveles de resistencia. Liofilizadores con controles para temperatura fueron usados para sublimar el ácido acético. No hubo indicios de que los canales se fundieran o se dividieran. Después de la liofilización las dimensiones del andamio se redujeron, causando que los canales fueran más pequeños que el de los cables usados. Los andamios fueron neutralizados a un pH fisiológico usando una base, lo cual tuvo efectos dramáticos a la estructura porosa. Bases más débiles mantuvieron la estructura porosa uniforme, pero las más fuertes la hicieron incontrolable. La técnica usada aquí puede ser ligeramente modificada para acomodar otros polímeros y solventes.
Otra manera de crear canales orientados longitudinalmente es la de crear conductos de polímeros con fibras orientadas longitudinalmente insertado dentro de otro polímero; entonces disolver las fibras de manera selectiva y crear los canales orientados de manera longitudinal. Las fibras de policaprolactona (PCL) son insertadas en andamios de hidroxietilmetacrilato (HEMA). El PCL fue elegido sobre el poliácido láctico (PLA) y el poliácido láctico-co-glicólico, ya que es insoluble en HEMA, pero soluble en acetona. La importancia de esto recae en que HEMA fue usado como el material del conducto principal y la acetona para disolver las fibras del polímero de forma selectiva. Las fibras de PCL extruidas fueron insertadas en un tubo de vidrio y la solución HEMA inyectada. El número de canales creados fue consistente de lote a lote y las variaciones en el diámetro de las fibras se pudo reducir al crear un sistema de extrusión más controlado sobre las fibras de PCL. Los canales formados fueron continuos y homogéneos al examinar las variaciones porosas. El proceso es seguro, reproducible y con dimensiones controlables. En estudios similares conducidos por Yu y Shoichet (2005), HEMA fue copolimerizada con AEMA para crear un gel de P(HEMA-co-AEMA). Fibras de policaprolactona (PCL) fueron insertadas en el gel y después disueltas selectivamente por acetona con sonicación para crear los canales. Se encontró que la HEMA en mezcla con 1% de AMEA crean geles más fuertes. Cuando se comparan andamios sin canales, la adición de 82 a 132 canales puede proveer un aproximado de 6-9 en incremento de área superficial, que puede ser ventajoso para los estudios de regeneración que dependen de contacto mediado por señales.
Itoh et al. (2003) desarrollaron un andamio a base de largos canales orientados longitudinalmente usando tendones de cangrejo de quitosano. Los tendones fueron cultivados de cangrejos (Macrocheira kaempferi) y lavados repetidamente con hidróxido de sodio para remover las proteínas y desacetilar la quitina del tendón, que subsecuentemente fue conocido como tendón quitosano. Una barra de acero inoxidable con forma transversal triangular (cada lado de 2.1mm de largo) fue insertado en un tubo de tendón quitosano con forma transversal circular (diámetro: 2mm; largo: 15mm). Cuando se compara las formas triangulares y circulares, se encontró que los tubos triangulares mejoran la fuerza mecánica, manteniendo su forma, e incrementando el área superficial disponible. Mientras este método es efectivo para crear un canal único, no provee tanta área superficial como el andamio multicanal para crecimiento celular. 
Newman et al. (2006) insertaron fibras conductoras y no conductoras a un andamio de colágeno-TERP (colágeno reticulado con un copolímero de poli(N-isopropilacrilamida) (PNiPAAm)). Las fibras fueron incrustadas envolviéndolas de forma estrecha en un pequeño corte de vidrio y poniéndolo entre una solución de colágeno-TERP  y otro corte de vidrio; espaciadores entre los cortes de vidrio hace el grosor del gel en 800µm. Las fibras conductoras son fibras de carbono y Kevlar , y los cables no conductores son de nailon-6 y tungsteno. Las neuritas se extienden en todas las direcciones en manojos gruesos de fibras de carbono; sin embargo con las otras tres fibras, las neuritas se extienden en conformaciones de finas bandas. Las neuritas demostraron no tener un crecimiento direccional en las fibras de carbono y Kevler, pero crecen a través de las fibras nailon-6 y en cierto punto a través de cables de tungsteno. Los andamios elaborados a base de cables de tungsteno y fibras de nailon-6 hizo que las neuritas crecieran hacia el gel cerca de la interfase fibra-gel en adición a crecer a través de la superficie. Todas las fibras en el gel exceptuando las Kevler demostraron un incremento significativo en la extensión de las neuritas en comparación con geles sin fibras. No hubo diferencia en extensión de las neuritas al comparar no conductores con conductores.
En su estudio de 2005 Cai et. al. adicionó microfilamentos de poli(L-ácido láctico) (PLLA) a tubos de silicón y poliácido láctico PLA huecos. Las características de guía las microfibras estaban inversamente relacionadas con el diámetro de las fibras, con diámetros más pequeños se promovía mejor la migración longitudinalmente orientada de las células y regeneración axonal. Las microfibras también promovieron la mielinización durante la reparación de los nervios periféricos.

#### Crecimiento estrecho de axones
Los tractos de axones maduros han demostrado tener crecimiento cuando son mecánicamente estirados en la porción central del cilindro del axón. Este tipo de estiramiento fue aplicado por un biorreactor hecho a la medida para crecimiento axonal, compuesto por cuatro componentes principales: cámara de expansión para axones diseñada de manera personalizada, una mesa de movimiento lineal, un motor paso a paso y un controlador. El cultivo de tejido neural es depositado en la cámara de expansión con un puerto de flujo de gases y una marco de estiramiento extraíble, que es capaz de separar dos grupos de somas (neuronas somáticas) y así estirar sus axones. Gel de colágeno fue usado para promover el crecimiento de un tracto de axón estirado más largo que son visibles a simple vista. Hay dos razones para el fortalecimiento gracias al gel colágeno: 1) después de ser secado con colágeno el cultivo se volvió hidrofóbico, lo que permite una concentración más densa de neuronas para crecer y 2) la capa de colágeno crea una capa no obstruida entre las dos substratos de elongación. Examen con un microscopio electrónico de barrido  y con microscopio electrónico de transmisión demostró no tener señales de adelgazamiento en el axón por estiramiento, y el citoesqueleto pareció estar normal e intacto. Los tractos de axones crecidos y estirados fueron cultivados en una membrana biocompatible, que puede ser directamente formada a una estructura cilíndrica para su trasplante, eliminando la necesidad de transferir los axones a un andamio, después de completar su crecimiento. Los axones crecidos y estirados crecieron a un ritmo sin precedentes a un ratio de 1cm/día, después de su aclimatación por 8 días, que es más grande que la máxima 1mm/día que se dio con conos de extensión. El ratio de 1mm/día es también el promedio de rapidez de transporte para elementos estructurales como los neurofilamentos.

#### Andamios de nanofibras
La investigación en fibras a nanoescalas intenta mimetizar el ambiente celular in vivo para promover el crecimiento direccionado y la regeneración Hay tres métodos para formar andamios nanofibrosos, los cuales son: autoensamblaje, separación de fases y electrospinning. No obstante, hay otros métodos para formarlos.
El autoensamblaje de andamios nanofibrosos puede ocurrir sólo cuando las fibras por sí solas están diseñadas para el autoensamblaje. Una manera común para hacer el autoensamblaje de andamios fibrosos es usar péptidos anfifílicos de manera que en agua el resto hidrofóbico dirige el autoensamblaje. El cálculo preciso del diseño de los péptidos anfifílicos permite el control exacto sobre la matriz de autoensamblaje. El autoensamblaje permite tanto crear topologías ordenadas como no ordenada. Phillips et al. (2005) desarrollaron y probaron in vitro and in vivo una matriz de colágeno con células de Schwann que se autoalineaba, lo que permitía el alineamiento de las neuritas DRG in vitro. Los geles de colágeno han tenido un uso extensivo como sustratos de los cultivos de tejido tridimensionales. Las células son capaces de formar uniones con el colágeno, mediadas por integrina, lo que inicia el ensamblaje del citoesqueleto y la motilidad celular. Mientras las células se mueven por el colágeno generan fuerzas que contraen el gel. Cuando las fibras de colágeno están atadas por ambos extremos, las fuerzas generadas por las células crean una tensión uniaxial, causando el alineamiento de las fibras con las células. Las ventajas de usar este tipo de matriz recae en su fácil preparación y simplicidad. La fibronectina soluble en plasma puede también autoensamblarse en fibras estables insolubles cuando se les pone bajo tensión cortante mecánica dentro soluciones viscosas. Phillips et al. (2004) investigó un nuevo método de agregación por tensión cortante donde se mejoró la agregación. La tensión cortante mecánica fue lograda al arrastrar un bolo de 0.2ml a 0.3cm con unas pinzas; agregados de fibronectina hacia fibras insolubles en la interfaz de rápido movimiento a través de la interfaz en una celda de ultrafiltración. El mecanismo propuesto para la agregación de fibras, es la extensión y elongación de proteínas bajo la fuerza de tensión cortante mecánica, lo que lleva a un empacamiento lateral y a la agregación de las proteínas en fibras. Phillips et al. demostraron que la tensión cortante mecánica producto del estiramiento en geles de alta viscosidad de fibronectina causaba cambios substanciales en la estructura y que cuando es aplicada a través de las extensiones uniaxiales, los geles viscosos de fibronectina formaban agregados fibrosos de fibronectina orientados; adicionalmente, los agregados fibrosos tienen menor solubilidad y pueden soportar diferentes tipos de célula in vitro.
La separación de fases permite la creación de andamios tridimensionales de fibras submicrométricas sin el uso de equipo especializado. Los cinco pasos a seguir en la separación de fases son: disolución de polímeros, separación y gelación de fases, extracción del solvente del gel, congelar y liofilizar en agua. El producto final es una red de fibras continuas. La separación en fases puede ser modificada para diferentes aplicaciones, y la estructura porosa puede variar por el uso de diferentes solventes, lo que puede cambiar el proceso completamente de líquido-líquido a sólido-líquido. La porosidad y el diámetro de las fibras también pueden ser modificados al varar las concentraciones iniciales del polímero; una concentración inicial mayor lleva a fibras con diámetros más largos y menos poros. Esta técnica puede ser usada para crear redes de fibras con diámetros que alcancen los diámetros de fibras de colágeno tipo I. Las redes fibrosas creadas están orientadas de forma aleatoria y hasta ahora no se ha tratado de ordenarlas. La separación de fases es usada de forma regular para crear andamios de nanofibras con muchos poros de manera sencilla.
El electrospinning provee de una plataforma robusta para el desarrollo de conductos guía nerviosos sintéticos. El electrospinning puede crear andamios en dimensiones controlables con variaciones en topología y química. Además, materiales diferentes pueden ser encapsulados dentro de fibras, incluyendo partículas, factores de crecimiento e incluso células. Esta técnica crea fibras al cargar eléctricamente una gota de polímero fundido o de solución y suspendiéndolo de un capilar. Después un campo eléctrico es aplicado a un extremo del capilar hasta que la carga se exceda la tensión superficial, haciendo un chorro del polímero y adelgazándolo. Este chorro del polímero es secretado como un cono de Taylor, dejando atrás a los polímeros cargados eléctricamente, los cuales son recolectados de una superficie conectada a la tierra mientras el solvente se evapora del chorro. Las fibras se han hilado con rangos de diámetros de 3nm hasta 1 µm. El proceso se ve afectado por parámetros como el tipo de polímero, su peso molecular y las propiedades de la disolución y por parámetros del proceso tales como la velocidad de flujo, voltaje, diámetro del capilar, la distancia entre el colector y el capilar y la capilaridad, y el movimiento del colector. La red fibrosa creada está desordenada y contiene una ratio alto de superficie-volumen como resultado de la alta porosidad; una larga superficie en área es ideal para crecimiento y el transporte de deshechos y nutrientes en la ingeniería de tejidos neural. Dos características ventajosas para la ingeniería de tejidos neural de los andamios electrospun son la morfología y la arquitectura, que mimetiza la matriz extracelular y los poros, que contienen el rango de tamaño apropiado para el intercambio de nutrientes, pero previenen el crecimiento de tejido glial (alrededor de 10 µm). Andamios electrospun de PLLA aleatorios han demostrado tener mayor adhesión celular, debido a tener una superficie más áspera. Fibras electrospun químicamente modificadas también presentan una influencia en la diferenciación de las células madre neurales y aumentar su proliferación. En la década pasada, científicos desarrollaron numerosos métodos para la producción de andamios de nanofibras alineadas, lo que provee de mayor topografía a las células. This is advantageous because large scale three-dimensional aligned scaffolds cannot be created easily using traditional fabrication techniques. En un estudio conducido por Yang et al. (2005), andamios a partir de microfibras y nanofibras alineados y aleatorios de poliácido L-lactático (PLLA) fueron creados, caracterizados, y comparados. Los diámetros de las fibras fueron directamente proporcionales a la concentración inicial del polímero usado en el electrospinning; el diámetro promedio de las fibras alineadas fue inferior al de las fibras aleatorias dentro de las mismas condiciones de proceso. Se vio que las células madre neurales se elongaron a las fibras alineadas electrospun. Las nanofibras alineadas tenían una longitud promedio de neurita comparada con las microfibras alineadas, las microfibras aleatorias y las nanofibras aleatorias. También se diferenciaron mayor número de células en las nanofibras alineadas que en las microfibras alineadas. Así, los resultados de este estudio demostraron que las nanofibras alineadas pueden ser más benéficas para la regeneración de nervios que las no alineadas o que las microfibras. Thus, the results of this study demonstrated that aligned nanofibers may be more beneficial than nonaligned fibers or microfibers for promoting nerve regeneration.

### La Microestructura y la nanoestructura
La microestructura y la nanoestructura, junto con la superestructura son los tres niveles principales a considerar para la estructura de andamios, al crear una topología de andamios. Mientras la superestructura se refiere a la forma general del andamio, la microestructura se refiere a la estructura superficial a nivel celular y la nanoestructura se refiere al nivel subcelular. Los tres niveles son capaces de provocar respuestas celulares; sin embargo hay especial interés en la respuesta celular a la topografía a nanoescala motivado por la presencia de múltiples estructuras a nanoescala dentro de la matriz extracelular. Hay muchos métodos para la manufactura de micro-nanoestructuras (muchas surgidas de la industria semiconductora) que permiten la creación de varias topologías con tamaños, forma y química controlados.

#### Señales físicas
Las señales físicas son formadas al crear una estructura en la superficie ordenada al nivel de la micro y/o nanoestructura. Las señales físicas en la nanoescala han demostrado modular la adhesión, migración, orientación, inhibición por contacto, expresión de genes y formación del citoesqueleto celular. Esto permite la dirección de procesos celulares como la proliferación, diferenciación y el esparcimiento. Hay muchos métodos para la manufacturación de las topografías a esta escala, dividida entre las que generan topografías ordenadas y las que no.
Las topografías ordenadas se definen como patrones que están organizados y son geométricamente precisos. Aun así hay muchos métodos para crearlos, por lo general demandan mucho tiempo, requieren de habilidad y experiencia y el uso de equipos caros.
La fotolitografía involucra exponer a una laca de silicón con resina fotoresistente a una fuente de luz; una máscara con el diseño deseado es depositada entre la laca y la fuente de luz, con ello permitiendo selectivamente que la luz pase por el filtro y cree el patrón en el fotoresist. El desarrollo adicional de la laca trae el patrón al foto-resistor. La fotolitografía realizado en la región cercana UV es considerada la forma estándar para fabricar topografías en microescala. Sin embargo, como el límite inferior está en función de la longitud de onda, este método no se puede usar para crear características a nanoescala. En su estudio de 2005, Mahoney et al. crearon arreglos organizados de canales de poliimida (11 µm en altura y 20-60 µm en ancho), éstos fueron creados en una sustrato de vidrio por fotolitografía La polimida se usa debido a que se adhiere al vidrio bien, es químicamente estable en soluciones acuosas y es biocompatible. Está hipotetizado que los microcanales limitan el rango de ángulos que los elementos citoesqueléticos dentro de los conos de crecimiento de las neuritas donde puedan acumularse, ensamblarse y orientarse. Hay un decrecimiento significativo en el número de neuritas que emergen del soma; no obstante, hay menor decrecimiento cuando el rango de ángulos aumenta por donde las neuritas puedan emerger. También las neuritas fueron en promedio dos veces más largas cuando fueron cultivadas en microcanales en comparación con superficies planas, esto se puede deber a la mayor eficiencia del alineamiento de los filamentos.
En la litografía por rayos de electrones (EBL, por sus siglas en inglés de electron beam lithography), donde un resist sensible a electrones se expone a un rayo de electrones de alta energía. Se tiene la opción de tener tipos de resists positivos o negativos; sin embargo, con los negativos se puede obtener menor resolución de características. Los patrones son creados al programar el rayo de electrones para seguir un camino en específico sobre la superficie del material. La resolución se ve afectada por otros factores como la dispersión de electrones en el resist y una desdispersión del substrato. EBL puede crear características singulares en la escala de 3-5nm. Si se requieren características múltiples sobre un área superficial larga, como es el caso en ingeniería de tejidos, la resolución cae y las características sólo se pueden crear tan chicas como 30-40 nm y el desarrollo del resist empieza a tener más peso en la formación de patrones. Para prevenir la disolución del resist, la agitación ultrasónica se puede usar para vencer las fuerzas intramoleculares. También el 2-propanol (IPA) ayuda a elaborar arreglos de alta densidad. La EBL puede ser más rápida y menos costosa si se replican los patrones nanométricos en materiales poliméricos; la replicación del proceso se ha demostrado con policaprolactona (PCL) usando estampados calientes y disolviendo al polímero en un disolvente orgánico al cual se le agregan sales de tamaños definidos (conocido en inglés como:  solvent casting). En un estudio conducido por Gómez et. al. (2007), microcanales de 1 y 2 µm de ancho y 400 y 800 nm de profundidad creados por EBL en PDMS se demostró una mejoría en cuanto a la formación de axones de células del hipocampo en cultivo comparándolo con señales químicas inmovibilizadas.
La litografía de rayos X  es otro método para formar patrones ordenados que puedan ser usados para la investigación sobre el rol que la tipografía tiene para promover la neuritogénesis. Los parámetros de las máscaras determinan la periodicidad del patrón, pero la anchura del reborde y su profundidad está determinada por las condiciones del grabado. En un estudio, los rebordes fueron diseñados con un rango de periodos de 400 a 4000nm, la anchura con 70 a 1900 nm y la profundidad con 600nm; el desarrollo de neuritas demostró que los conductos artificiales con características tan chicas como 70nm donde más de 90% de las neuritas estaban entre 10 grados de alineamiento paralelo con los rebordes y surcos. No hubo una diferencia significativa en cuanto a la orientación con el tamaño de las características usadas. El número de neuritas por célula fue constreñido por los surcos y rebordes, produciendo fenotipos bipolares más que ramificados.
Las topografías desordenadas son generalmente creadas por procesos que ocurren espontáneamente durante otros procesamientos; los patrones son aleatorios en cuanto a orientación y organización, con geometría imprecisa y no controlada. Su ventaja conforme a los ordenados recae en que su elaboración necesita menos tiempo, son menos caros y no requieren experiencia. Las topografías desordenadas por separación de mezclas de polímeros, litografía coloidal y por grabado químico.
En la separación de mezclas de polímeros, la mezcla sufre un separación de fases espontánea; esto ocurre durante condiciones como la disolución en soluciones orgánicas, donde sales con tamaños específicos son usados contra lajas de silicona. Las características pueden ser creadas por este método incluyendo pozos, islas, y cintas nanométicas, lo que puede ser controlado en cierta medida al ajustar el ratio de polímero y las concentraciones para cambiar las características en forma y tamaño, respectivamente. No hay mucho control en la dirección horizontal, pero la dirección vertical de las características se puede de manera precisa. Debido a que el patrón es desordenado de manera horizontal, este método sólo puede ser utilizado para investigar las interacciones celulares con alturas específicas de nanotopografías.
La litografía coloidal es muy barata y puede ser usada para crear superficies con altura y diámetros controlados. Nanocoloides son utilizados como máscaras de grabado al esparcirlas por la superficie del material y después bombardeada con rayos iónicos o con la evaporación de película para desgrabar los nanocolides, creando nanocolumas y nanopozos, respectivamente. La superficie estructural final puede ser controlada mediante la variación en área cubierta por coloides y por el tamaño del último, El área cubierta por los coloides puede cambiar por la fuerza iónica de las soluciones. Esta técnica puede crear patrones largos en área superficial, que es necesaria para aplicaciones en la ingeniería de tejidos.
El fresado químico involucra el sumergimiento de la superficie del material en un grabador como es el ácido fluorhídrico (HF) o el hidróxido de sodio (NaOH) hasta que la superficie sea grabada a una rugosidad deseada, hecha por los pozos y protuberancias en la escala nanométrica. Tiempos más largos conducen a una superficie más rugosa (debido a superficie en pozos y protuberancias menor). Las estructuras con geometrías específicas y organizadas no pueden ser creadas con este método rudimentario, porque a lo mucho se le puede considerar como tratamiento de la superficie para cambiar su rugosidad. La ventaja significativa es su fácil uso y costos bajos para crear nanotopografías. Lajas de silicón fueron grabadas con HF y se demostró que la adhesión celular mejoró sólo en un rango de rugosidad entre 20-50 nm.

#### Señales químicas
Las señales físicas no son las únicas para crear topografías, las químicas pueden ser creadas al depositar selectivamente las soluciones poliméricas en patrones sobre la superficie del sustrato. Hay diferentes métodos para depositarlas, como los patrones de rayas y la microdispensación piezoeléctrica.
Los patrones de rayas en películas poliméricas se pueden formar en sustratos sólidos al colar una solución polimérica diluida. Este método es relativamente sencillo, no es caro y no tiene restricciones en los materiales del andamio que pueden ser usados. El procedimiento involucra placas horizontales de vidrio sobrepuestas, mientras se les separa verticalmente por una brecha estrecha llena de la solución del polímero. La placa superior se mueve a una velocidad constante entre 60 a 100 µm/s.  Una película líquida delgada de solución se forma constantemente en el extremo del vidrio deslizante seguida por la evaporación del solvente. Los patrones en raya preparados a 60, 70 y 100 µm/s con anchura y surcos de 2.2 y 6.1 µm, 3.6 y 8.4 µm, y 4.3 y 12.7 µm, respectivamente; el rango de alturas de las crestas fue de 50–100 nm. Tsuruma, Tanaka et al. demonstrated that embryonic neural cells cultured on film coated with poly-L-lysine attached and elongated parallel to poly(ε-caprolactone)/chloroform solution (1g/L) stripes with narrow pattern width and spacing (width: 2.2 µm, spacing: 6.1 µm). Sin embargo, el crecimiento neuronal fue a través del eje de los patrones con anchura de 4.3 µm y espacio 12.7 µm. En promedio las neuronas en las películas de patrones de raya tienen menos neuritas por célula y más largas comparado con las películas sin patrones. Por ello, los parámetros de patrones de raya permiten determinar la dirección de crecimiento, el largo de las neuritas y el número de neuritas por célula.
La microdispensación  fue usada para crear micropatrones en recipientes de cultivos poliestireno por dispensación de gotas de soluciones de laminina adhesiva y albúmina de suero bovino (BSA) no adhesiva. La microdispensación es un elemento piezoeléctrico unido a una barra de empuje de un canal grabado en silicón, el cual tiene una entrada en cada extremo y una boquilla en la mitad. El elemento piezoeléctrico se expande cuando se le aplica voltaje, causando que el líquido sea dispensado por la boquilla. El microdispensador se mueve usando una computadora que controla una tabla de x-y. La resolución del micropatrón depende de muchos factores: la viscosidad del líquido dispensado, la gota echada (la distancia entre el centro de dos gotas adyacentes en un arreglo lineal) y el sustrato. Con mayor viscosidad las líneas se hacen más delgadas, pero si la viscosidad del líquido es muy alta, no se le puede expulsar después. Calentar la solución crea líneas proteicas más uniformes. Aunque gotas se sobrepongan es necesario crear líneas continuas, la evaporación desigual puede causar concentración de proteínas en las líneas; esto se puede prevenir con evaporación más ligera al modificar las propiedades de la solución a dispensar.
Para patrones que contienen 0.5 mg/ml de laminina, una proporción mayor de neuritas creció en las líneas del microdispensador que entre las líneas. En 10 mg/ml de patrones con proteína BSA y BSA libre de ácidos grasos un número significante de neuritas evitó las líneas de proteínas y creció entre las líneas. Por ello, las líneas de BSA con contenido de ácidos grasos fueron tan no permisivas para el crecimiento de neuritas como las que no tenían ácidos grasos. Como la microdispensación no requiere contacto directo con la superficie del sustrato, esta técnica puede utilizarse en superficies con topología delicada a micro o nano escala que podría destruirse por contacto. Es posible variar el contenido de proteína al dispensar más o menos gotas. Otra ventaja es que los patrones se pueden crea de manera rápida en 5-10 minutos. Porque el microdispensador piezoeléctrico no requiere calor, las proteínas y fluidos sensibles a éste como también células vivas pueden ser dispensadas.

## Material de los andamios
La selección del material de los andamios es quizás una de las decisiones más importantes a tomar. El material no solo debe ser biocompatible y biodegradable sino que también debe permitir la incorporación de las señales —físicas, químicas o biológicas— deseadas, lo que en el caso de las señales químicas se refiere a que debe tener un sitio de unión para péptidos y otras moléculas. El material de los andamios que más se usan para conductos guiados nerviosos son casi siempre hidrogeles. Los hidrogeles pueden estar compuestos por polímeros biológicos y sintéticos. Ambos tienen sus desventajas y ventajas. Es importante notar que el material del conducto puede producir una recuperación inadecuada cuando los ratios de (1) degradación y recuperación no igualan al ratio de formación de tejidos, (2) las propiedades de estrés-tensión no se comparan a la del tejido neural, (3) cuando en la degradación se produce inflamación, causando deformaciones, (4) se desata una gran respuesta inflamatoria, o (5) el material tiene menor permeabilidad.

### Hidrogeles
Los hidrogeles son una clase de biomateriales que son químicamente y físicamente polímeros reticulados solubles en agua. Pueden ser degradables o no degradables determinado por su química, pero los degradables son preferidos cuando sea posible. Ha habido mucho interés en los hidrogeles con propósitos en la ingeniería de tejidos, porque generalmente poseen gran biocompatibilidad propiedades mecánicas parecidas al tejido blando y capaces de ser inyectados como líquidos que gelifican. Cuando los geles son reticulados físicamente dependen de la separación de fases para la gelación; la separación de fases es dependiente de temperatura y reversible. Otras ventajas de los hidrogeles son que usan solventes acuosos no tóxicos, permiten la infusión de nutrientes, salida de desechos y permiten que las células se ensamblen espontáneamente.  Los hidrogeles presentan baja tensión superficial, por lo tanto las células pueden migrar fácilmente a través de las fronteras del tejido implantado. Sin embargado, con los hidrogeles es difícil formar una amplia gama de propiedades mecánicas o estructuras con tamaño de poro controlado.

### Polímeros sintéticos
Un polímero sintético puede ser no degradable o degradable. Para los propósitos de la ingeniería de tejidos se prefieren los degradables, ya que efectos a largo plazo como inflamación y cicatrización pueden provocar daño severo en la función de los nervios. El ratio de degradación es dependiente en el peso molecular del polímero, su cristalinidad, y el ratio de subunidades de ácido glicólico contra ácido láctico. Porque un alquilo, el ácido láctico es más hidrofóbico que el ácido glicólico causando que su hidrólisis sea más lenta. Los polímeros sintéticos tienen mayor gama de propiedades mecánicas y ratios de degradación que pueden ser controlados por un amplio rango, y eliminar la preocupación de inmunogenicidad. Hay muchos polímeros sintéticos diferente que se usan actualmente en la ingeniería de tejidos neural. Sin embargo, los contratiempos de estos polímeros incluyen una deficiencia en biocompatibilidad y bioactividad, que previenen la adhesión, proliferación y diferenciación celular. Los conductos sintéticos solo han sido usados de exitosamente de manera clínica para la reparación de lesiones con brechas muy pequeñas menor a 1-2cm. Además, la regeneración de nervios con estos conductos debe de alcanzar todavía el nivel de recuperación funcional como se ve en los autoinjertos nerviosos.

#### Terpolímeros de colágeno
El colágeno es uno de los componentes mayores de la matriz extracelular y se encuentra en los tejidos de soporte de los nervios periféricos. Un terpolímero (TERP) fue sintetizado con copolímerización por radicales libres de sus tres monómeros y colágeno reticulado, creando un andamio de hidrogel híbrido bilógico-sintético. Los terpolímeros está basado en poli(N-isopropilacrylamida), que es conocido por ser un polímero amigable con las células. TERP es usado reticulado para incrementar la robustez del hidrogel y como un sitio para injertos de péptidos bioactivos al reaccionar sus grupos acriloxisuccinimida con los grupos NH2 en los péptidos o factores de crecimiento. Ya que los geles de terpolímeros de colágeno (colágeno-TERP) carecen de componente bioactivos, un estudio adjuntó un péptido común en la adhesión celular encontrado en la laminina (YIGSR) para permitir las propiedades de adhesión celular.

#### Familia de los poliácidos láctico-co-glicólico
Los polímeros de la familia PLGA incluyen al poliácido láctico (PLA), poliácido glicólico (PGA) y sus copolímeros poliácido láctico-coglicólico (PLGA). Los tres han sido aprobados por la Administración de Alimentos y Medicamentos (FDA, por sus siglas en inglés) para emplearlos en varios dispositivos. Estos polímero son frágiles y no tienen regiones permisibles para modificaciones químicas; también, se degradan por fibra en lugar de por superficie, lo que no es un proceso ideal de degradación. En un intento para vencer la falta de funcionalidad, aminas libres se han incorporado en sus estructuras de donde los péptidos se pueden agarrar para controlar la adhesión celular y el comportamiento.

#### Dextrano metacrilado (Dex-Ma) copolimerizado con aminoethil metacrilado (AEMA)
El dextrano es un polisacárido proveniente de bacterias; es usualmente producido por enzimas de ciertas cepas de leuconostoc o streptococcus. Consiste de residuos  α 1,6 D-glucopiranosa. Hidrogeles reticulados de perlas de dextrano se ha usado de manera amplia como matrices de baja unión a proteínas para aplicaciones en columnas cromatográficas y microtransportadores en la tecnología de cultivo celular. No obstante, no ha sido hasta hace poco que estos hidrogeles se han investigado para aplicaciones en biomateriales y en especial como vehículos para administrar fármacos. Una de sus ventajas, incluye su resistencia a la absorción de proteínas y la adhesión celular, lo que permite que la adhesión celular específica sea determinada al deliberar péptidos conectados de componentes de ECM. AEMA se copolimerizó Dex-MA para introducir grupos de aminas primarias para proveer un sitio de unión a los péptidos derivados de ECM para promover la adhesión celular. Los péptidos pueden ser inmovilizados usando química de acoplamiento de sulfo-SMMC y péptidos con cisteína terminal. La copolimerización de Dex-MA y AEMA permite que geometría de macroporos de los andamios se preserve, aparte de promover las interacciones celulares.

#### Polisebacato de glicerol (PGS)
Un elastómero, noble, resistente y biodegradable ha sido desarrollado de polisebacato de glicerol (PGS) par su uso en la creación de conductos guía nerviosos. El PGS fue originalmente desarrollado para la ingeniería de tejidos blandos, para específicamente mimetizar las propiedades mecánicas de la matriz extracelular. Es considerado un elastómero porque es capaz de recuperarse de deformaciones en ambientes dinámicos mecánicos y distribuir de forma efectiva el estrés, incluso a lo largo de la regeneración de tejidos en la forma de microestrés. El PGS es sintetizado por una reacción de policondensación de glicerol y ácido sebácico, que puede ser procesada por fundición o solvente en formas deseadas. El PGS tiene un módulo de Young de 0.28 MPa y una fuerza de tensión final mayor a 0.5 MPa. Los nervios periféricos tienen un módulo de Young de 0.45, muy cercana a la del PGS. Adicionalmente el PGS experimenta una degradación superficial, acompañada de pérdidas en masa linear y fuerza durante la reabsorción. Después de la implantación, la vida media de degradación fue determinada en 21 días; la degradación completa ocurre en 60 días Experimenta mínima absorción de agua durante la degradación y no se ve sudación detectable; la sudación puede causar distorsión, que limita el lumen tubular y puede impedir la regeneración. Es ventajoso que el tiempo de degradación del PGS puede variarse al cambiar el grado de reticulación y el ratio de ácido seábico con glicerol. En un estudio por Sundback et al. (2005), conductos PGS y PLGA presentaron un tiempo temprano de respuesta de tejidos; sin embargo, la respuesta inflamatoria de los de PLGA subió después, mientras que la de PGS continúo decreciendo.

#### Hidrogeles de polietilenglicol (PEG)
Los hidrogeles de polietilenglicol (PEG) son biocompatibles y han probado ser tolerantes a muchos tipos de tejidos, incluyendo del sistema nervioso central. Mahoney y Anseth formaron hidrogeles de PEG al fotopolimerizar grupos metacrilados con enlaces covalentes a macrómeros degradables de PEG. La degradación de los hidrogeles se monitoreó en el tiempo al medir la resistencia mecánica (módulos compresivos) y el tamaño promedio de las mallas a partir de los datos del ratio de inflamación. Inicialmente, las cadenas del polímero estaban muy reticuladas, pero conforme la degradación seguía, los enlaces éster se hidrolizaron, permitiendo que el gel se inflamase; el módulo compresivo disminuyó, mientras que el tamaño de malla aumentó hasta que el hidrogel se disolvió. Se demostró que las células precursoras neurales se pudieron fotoencapsular y cultivar en geles de PEG con muerte celular mínima. Como al comienzo el tamaño de malla es pequeño, el hidrogel bloquea la inflamación y otras señales inhibidoras del tejido circundante. Al incrementar el tamaño de malla, el hidrogel funge como andamio para la regeneración de axones.

### Polímeros biológicos
Las ventajas de los polímeros biológicos sobre los sintéticos, es que son buena biocompatibilidad y con fácil degradación, ya que se encuentran en la naturaleza en alguna forma, sin embargo, tienen desventajas. Tienen propiedades mecánicas difíciles de manejar y tiempos de degradación incontrolables en un rango amplio. También existe la posibilidad de que los materiales naturales desaten una respuesta inmune o contener microbios. En la producción de materiales derivados de la naturaleza hay variación en los procesos de isolación a gran escala que no se pueden controlar. Otros problemas en ellos son su inhabilidad de apoyar el crecimiento a lo largo de las brechas con lesiones, debido a la posibilidad de colapso, cicatrización y reabsorción temprana. A pesar de las desventajas, algunas de ellas superables, los polímeros biológicos son la mejor decisión en muchas situaciones. 

#### Poliácido siálico (PSA)
El poliácido siálico (PSA) es un material biocompatible y bioreabsorbible para ser usado como un conducto nervioso artificial relativamente nuevo. Es un homopolímero de uniones α2-8 de residuos de ácido siálico y una modificación postraduccional dinámica de la molécula de adhesión de la célula neural (NCAM, siglas en inglés). Estudios recientes han demostrado que el NCAM polisialilado (poliSia-NCAM) promueve la regeneración en el sistema motor. El PSA demuestra estabilidad bajo condiciones de cultivo celular y permite la degradación inducida por enzimas. También se descubrió que está involucrado en procesos de dirección como la neuritogénesis, dirección axonal y migración de neuroblastos. Animales a los cuales se les puso un bloqueo genético en PSA, expresan un fenotipo letal, donde no se encontraron caminos; los nervios que conectaban a los dos hemisferios del cerebro eran aberrantes o inexistentes. Por ello el PSA es vital para el desarrollo óptimo del sistema nerviosos.

#### Colágeno Tipo I/III
El colágeno es uno de los mayores componentes de la matriz extracelular y ha sido usado ampliamente en la regeneración y reparación de nervios. Debido a su microgeometría blanda y permeabilidad, los geles de colágeno son capaces de permitir la difusión de moléculas. Sus tasas de resorción pueden ser controladas con la reticulación con compuestos polipóxicos. Adicionalmente, los andamios de colágeno tipo I/III han demostrado buena biocompatibilidad y son capaces de promover la proliferación de células de Schwann. No obstante, conductos de colágeno llenos de estas células, usados para unire brechas nerviosas, han demostrado en ratas tener poca regeneración en comparación con autoinjertos. La biocompatibilidad no es el único factor necesario para la regeneración, otros parámetros como diámetro interno, la microtopografía interna, porosidad, grosor de las paredes, y densidad de la siembra de células de Schwann, se necesitan examinar en estudios futuros para mejorar los resultados obtenidos con éstos tipos de colágeno.

#### Fibras de seda de araña
Las fibras de seda de araña se muestran como promotoras de la adhesión, proliferación y vitalidad celular, Jokuszies et al. demostraron que las células de Schwann se pegan rápido y firme a las fibras, creciendo en forma bipolar; las tasas de proliferación y supervivencia son normales.
Usaron fibras de seda de araña para crear conductos nerviosos con células de Schwann y venas xenogénicas acelularizadas. Las células formaron columnas a través de las fibras en poco tiempo y las columnas eran similares a bandas de Bungner que crecen "in vivo" después de una lesión del sistema nervioso periférico. No se había usado la seda de araña para la ingeniería de tejidos, debido a la naturaleza depredadora de las arañas y la poca producción de arañas individuales. La especie Nephila clavipes produce una seda menos inmunogénica que la del gusano de seda; tiene una fuerza de tensión de 4 x 109 N/m, que es seis veces mayor a la fuerza de rompimiento del acero. Como se degrada de manera proteolítica, no hay cambio de pH durante su degradación. Otra ventaja es la resistencia por semanas a la degradación por bacterias y hongos y que no tiene olor. También, su estructura promueve la migración y adhesión celular. Sin embargo, su cultivo es tedioso y su extracción varía de especie en especie e incluso dentro de la misma especie dependiendo de su dieta y ambiente. Se ha tratado de manufacturar de manera sintética. Más estudios son necesarios para probar su factibilidad como conducto nervioso in vitro e in vivo.

#### Fibroína de seda de gusano de seda
Otra fuente alterna de seda a las arañas son los gusanos de seda. La proteína del gusano de seda Bombyx mori es un núcleo de fibroína rodeado por sericina, que es una familia de proteínas parecidas al pegamento. La fibroína se ha caracterizado como una cadena pesada repetida hidrofóbica y cristalizable con secuencia: Gly-Ala-Gly-Ala-Gly-X (X se refiere a Ser o Try). La sericina circundante es más hidrofílica debido a sus múltiples residuos polares, pero sigue teniendo porciones β-plegadas hidrofóbicas. Las sedas se han usado para suturación, por su alta fuerza mecánica y flexibilidad, como también por su permeabilidad a oxígeno y agua. También, las sedas de fibroína son fáciles de manipular y esterilizar. Sin embargo, se ha reportado que su uso se detiene con reacciones inmunológicas no deseadas. Recientemente se ha descubierto que los problemas inmunológicos recaen solo en la sericina circundante. Desde este descubrimiento, sedas a las que se les remueve la sericina se usan en aplicaciones biomédicas y farmacéuticas. Como hay que remover la sericina antes de su uso, se desarrolló un procedimiento efectivo al que se conoce como desgomado. Un método para ello utiliza una solución de Na2CO3 acuosa, que remueve la sericina sin dañar a la fibroína. Yang, Chen et al. demostraron que las sedas de fibroína y un fluido de su extracto muestran buena biocompatibilidad con células de Schwann, sin efectos citotóxicos sobre la proliferación.

#### Quitosano
El quitosano y la quitina pertenecen a la familia de los biopolímeros compuestos de las subunidades N-acetil-D-glucosamina y D-glucosamina con enlaces β(1-4).  El quitosano es formado por N-deacetilación alcalina de la quitina, ésta es el segundo polímero más abundante en la naturaleza después de la celulosa. El quitosano es un polisacárido biodegradable que se ha usado en aplicaciones biomédicas como agente quelante, transportador de fármacos, membrana y aditivo para el tratamiento de agua. Es soluble en soluciones acuosa diluidas, pero precipita a gel en pH neutro. No permite en buena medida la adhesión y proliferación celular, pero se le puede fomentar al adherirle péptidos derivados de la membrana extracelular. También tiene propiedades mecánicas débiles, que son un poco más complicadas de superar.
El grado de acetilación para el quitosano soluble varía de 0% a 60%, dependiendo de las condiciones del proceso. En un estudio se caracterizó como variando el grado de acetilación afecta sus propiedades. La variación se obtuvo usando anhídrido acético e hidrólisis alcalina. Se encontró que la disminución de acetilación aumenta su fuerza compresiva. La biodegradación fue examinada con lisozimas, encargadas de la degradación del quitosano "in vivo" al hidrolizar los enlaces glicosídicos, son liberadas por las células fagocíticas después de una lesión del nervio. Los resultados revelaron que hubo una pérdida acelerada en masa con valores medios de grados de acetilación, comparándolas con los de valores altos y bajos.  Cuando las células del ganglio espinal crecen en quitosano N-acetilado, su viabilidad decrecen con mayor grado de acetilación. También el quitosano tiene una mayor densidad de carga con menor grado de acetilación, que es responsable de mayor adhesión celular.  Por ello, controlar los grados de acetilación es importante para regular el tiempo de degradación. Este conocimiento puede ayudar en el desarrollo de conductos nerviosos artificiales de quitosano.

#### Aragonito
Los andamios de aragonito han demostrado soportar el crecimiento de neuronas del hipocampo de ratas. Shany et al. (2006) probaron que las matrices de aragonito permiten el crecimiento de redes astrocíticas "in vivo" e "in vitro". Por ello puede ser utilizado para la reparación y regeneración de tejido nervioso. Se dice que el aragonito derivado de Ca2+ es esencial para promover la adhesión celular y el contacto célula-célula. Esto probablemente es llevado a cabo por moléculas de adhesión dependientes de Ca2+como las cadherinas. 
Las matrices cristalinas de aragonito tienen muchas ventajas sobre los hidrogeles. Tienen poros más largos, que permiten mejor crecimiento celular y el material es bioactivo, ya que libera Ca2+, que promueve la adhesión y supervivencia celular. También, tienen mayor fuerza mecánica, permitiéndoles aguantar más presión al ser presionadas al tejido lastimado.

#### Alginato
El alginato es un polisacárido que fácilmente forma cadenas; se le puede reticular debido a que sus grupos carboxilos con cationes multivalentes como Cu2+, Ca2+, o Al3+  forman un hidrogel mecánicamente estable. El alginato de calcio forma polímeros que son biocompatibles y no inmunogénicos y se han usado en la ingeniería de tejidos. Sin embargo, no son capaces de soportar el crecimiento longitudinal orientado, el cual es necesario para la reconexión de los extremos proximales con su blanco. Para sobreponerse a esto se desarrolló un hidrogel capilar anisotrópico (ACH). Son creados al superponer en capas soluciones acuosas de alginato de sodio con soluciones acuosas de cationes multivalentes. Después de su formación, los iones electrolíticos son difundidos en las capas de las soluciones poliméricas y un proceso de conectividad disipativa hace que los iones precipiten, creando capilares. El proceso de conectividad disipativa resulta de la oposición de gradientes de difusión y fricción entre las cadenas polielectrolíticas. Las paredes del capilar son alineadas con los metales precipitados del alginato, mientras que el lumen es llenado con agua extrusionada.
Prang et al. (2006) evaluaron la capacidad de los geles ACH para promover el recrecimiento axonal direccionado de mamíferos con el sistema nervioso central dañado. Los iones multivalentes usados para la creación de los geles fueron iones de cobre, cuya difusión en las capas de alginato de sodio crearon geles capilares estructurados y anisotrópicos. Después de la precipitación el gel entero fue atravesado por capilares orientados longitudinalmente. Los andamios de ACH promovieron la supervivencia de células progenitoras neurales y regeneración axonal orientada. Esta es la primera instancia del uso de alginatos para producir geles capilares estructurados y anisotrópicos. Estudios futuros se necesitan para ver su estabilidad física a largo plazo, ya que la regeneración de los axones del sistema nervioso central puede llevar meses, sin embargo si son capaces de soportarlo también tienen que ser degradables. De todos los biopolímeros (sintéticos y biológicos) investigados por Prang et al. (2006) solo los geles basados en agarosa fueron capaces de compararse con la regeneración lineal causada por los andamios de ACH. Más investigaciones tendrán que demostrar si los andamios de ACH permiten la reinervación de los blancos "in vivo" después de una lesión en la médula ósea.

#### Hidrogeles de ácido hialurónico
El ácido hialurónico (HA) es usado ampliamente como biomaterial debido a su excelente biocompatibilidad y su diversas funciones fisiológicas. Es abundante en la matriz extracelular donde se una a largos glicosaminoglicanos (GAGs) y proteoglicanos a través de interacciones específicas de HA-proteína. El HA se pega a las superficies celulares como la CD44, que resulta en la activación de una cascada de señales intracelulares que regula la adhesión y motilidad celular y promueve la proliferación y diferenciación. También es conocido por soportar angiogénesis debido a que sus productos de degradación estimulan la proliferación y migración de células endoteliales. Por ello juega un rol de pivote para mantener los procesos normales necesarios para la supervivencia del tejido. El HA sin modificaciones se ha usado en aplicaciones clínicas como la cirugía ocular, sanación de heridas y cirugía plástica. Puede reticularse para formar hidrogeles, los cuales sin modificaciones o modificados con laminina fueron implantados en lesiones del sistema nervioso central adulto y probados para ver su habilidad de inducir la formación del tejido neural en un estudio por Hou et al.. Demostrando que soporta la angiogénesis y el crecimiento interno celular, también la inhibición de la formación de tejido glial. Por otro lado HA modificados con laminina promovieron la extensión de las neuritas. Los resultados evidencian que los geles HA son biomateriales prometedores para los conductos nerviosos artificiales.

## Terapias celulares
Además de a los materiales de andamios y señales físicas, las señales biológicas también pueden ser incorporadas a los conductos nerviosos bioartificiales en forma de células. En el sistema nervioso hay muchos tipos de células que ayudan a soportar el crecimiento y mantenimiento de las neuronas. Este tipo de células se les denomina de manera colectiva células gliales. Las células gliales se han investigado para entender el mecanismo detrás de sus habilidades para promover la regeneración axonal. Tres tipos de células gliales son discutidas: células de Schwann, astrocitos y las células olfativas envainadas. También las células madre tienen un beneficio potencial para la reparación y regeneración, debido a que se pueden diferenciar en neuronas o células gliales. Este artículo discute de manera breve el uso de mesenquimal transdiferenciado, ectomesenquimal, y células madre progenitoras neurales adultas.

### Células gliales
Las células gliales son necesarias para ayudar en el crecimiento y mantenimiento de neuronas del sistema nervioso periférico y central. La mayoría son específica para cada uno de ellos. Las células de Schwann se localizan en el sistema nervioso periférico, donde mielinizan a los axones de las neurona. Los astrocitos son específicos del central; proveen de nutrientes, apoyo físico y el aislamiento de las neuronas. También forman la barrera sanguínea cerebral. Las células olfativas envainadas, sin embargo, atraviesan la barrera del SNC y el SNP, ya que guían a las neuronas receptoras olfativas del SNP al SNC.

#### Células de Schwann
Las células de Schwann (SC) son cruciales para la regeneración de los nervios periféricos; juegan roles tanto en función como estructurales. Son responsables en tomar participación en la degradación Wallerian y bandas de Bungner. Cuando un nervio periférico se lastima, las células de Schwann cambian su morfología, comportamiento y proliferación para involucrarse en la degradación Wallerian y bandas de Bungner. En la primera, las células de Schwann crecen en columnas ordenadas dentro del tubo endoneurial, creando una banda de Bungner (boB) que protege y preserva el canal endoneurial. Además, liberan factores neurotróficos que aumentan el recrecimiento junto a los macrófagos. Tiene desventajas en su uso en la ingeniería de tejidos; por ejemplo son difíciles de aislar y presentan una proliferación pobre ya aisladas. Una manera de vencer esto es la de inducir artificialmente otras células, como las madre a células con fenotipos parecidos a las de Schwann.
Eguschi et al. (2003) han investigado el uso de campos magnéticos para alinear a las células de Schwann. Utilizaron un tipo de magneto horizontal superconductivo, que produce un campo 8-T en su centro. Dentro de las 60 horas de exposición, las células se alinearon paralelas al campo; durante el mismo intervalo, células de Schwann no expuestas se orientaron de una manera aleatoria. Se hipotetiza que diferencias en la susceptibilidad del campo magnético de los componentes de la membrana y elementos del citoesqueleto pueden causar la orientación magnética. Fibras de colágeno también fueron expuestas al campo magnético y dentro de 2 horas se alinearon de manera perpendicular al campo, mientras que las fibras de colágeno formaron una malla de patrones aleatorios cuando no tenían exposición. Cuando las células de Schwann fueron cultivadas en las fibras, las células se alinearon a través de la orientación del colágeno magnetizado después de dos horas de exposición al campo de 8-T. En contraste a las células orientadas de manera aleatoria dentro de las fibras de colágeno sin exposición. Por ello el cultivo en fibras de colágeno de las células permite que se orienten de manera perpendicular al campo magnético y mucho más rápido.
Estos descubrimientos pueden ser de utilidad para alinear células de Schwann en lesión del sistema nervioso para la formación de bandas de Bungner, que son cruciales para mantener el tubo endoneurial que guía el recrecimiento axonal de regreso a su blanco. Es casi imposible alinear las células de Schwann por técnicas físicas externas; por ello el descubrimiento de técnicas alternativas para el alineamiento es significativo. Sin embargo, las técnicas desarrolladas tienen desventajas, conlleva un gasto considerable en energía para sustentar el campo magnético por periodos largos.
Se han llevado a cabo estudios para intentar mejorar la habilidad migratoria de las células de Schwann. La migración de éstas está regulada por integrinas con moléculas de la membrana extracelular como la fibrinoectina y laminina. También la molécula de adhesión celular (NCAM) mejora la motilidad de células "in vitro". Las NCAMs son glicproteínas que se expresan en axones y en las membranas de las células Schwann. El poliácido siálico (PSA) se sintetiza en NCAM por la polialiltransferasa (PST) y la saililtransferasa X (STX) Durante el desarrollo del SNC, la expresión de PSA en las NCAM está sobre regulada hasta etapas postnatales. Sin embargo, en el cerebro adulto, el PSA se encuentra sólo en las regiones con alta plasticidad neuronal. La expresión de PSA no ocurre en las células de Schwann.
Lavdas et al. (2006) investigaron si la expresión sostenida de PSA en las células de Schwann mejora la migración. Las células fueron modificadas con un vector retroviral que codifica a STX para inducir la expresión de PSA. La expresión de PSA en células de Schwann obtuvo una mejora en la motilidad demostrada en un ensayo dónde a una brecha se le formaron uniones y después de injertar cortes de cultivos de prosencéfalo posnatal. La expresión de PSA no alteró la diferenciación morfológica y molecular. Las células de Schwann que expresan PSA son capaces de mielinizar axones del SNC en cortes cerebrales, lo que no es normalmente posible "in vivo".  Se le tiene fe a que las células de Schwann que expresan PSA sean capaces de migrar a través del SNC sin perder sus habilidades mielinizantes y puedan ser utilizadas para la regeneración y mielinización de axones en el sistema nervioso central.

#### Astrocitos
Los astrocitos son células gliales que abundan en el sistema nervioso central. Son cruciales para el apoyo metabólico y trófica de las neuronas; adicionalmente, proveen iones amortiguadores y despeje de neurotransmisores. Los axones en crecimiento son guiados por señales creadas por los astrocitos; por ello, pueden regular que las neuritas encuentren su camino y subsecuentemente, hacer patrones en el desarrollo del cerebro. La cicatriz glial que se forma después de una lesión del sistema nervioso central es construida por astrocitos y fibroblastos; es el obstáculo más significante en la regeneración. La cicatriz glial consiste en astrocitos hiperatrofiados, tejido conectivo y membrana extracelular. Dos metas en la ingeniería de tejidos son el de entender la función de los atrocitos y desarrollar un control sobre su crecimiento. Estudios por Shany et al. (2006) han demostrado que las tasas de supervivencia de los astrocitos en matrices 3D de aragonita mejoraron comparado con los cultivos convencionales 2D. La habilidad de los procesos celulares para estirarse a través de curvas y poros permite la formación de múltiples capas celulares con configuraciones complejas 3D.
Las tres distintas formas por las cuales las células adquieren una estructura 3D son:
1. adherirse a la superficie y seguido por el contorno 3D
2. procesos de estiramiento entre dos curvaturas
3. procesos de extensión en 3D dentro de capaz celulares cuando se encuentran dentro de tejidos con múltiples capas

En el cultivo celular convencional, el crecimiento se ve restringido a un plano, causando formación de monocapas con la mayoría de las células conectadas a la superficie; no obstante, las curvaturas 3D de la superficie de aragonito permite múltiples capas para el desarrollo y que los astrocitos no estén en contacto entre ellos. Es importante promover que el proceso de formación similar a condiciones 3D "in vivo", ya que el proceso morfológico de los astrocitos es esencial para direccionar axones en regeneración. La topología del aragonito provee de una alta área superficial al ratio del volumen y carece de bordes, lo que lleva a una reducción del efecto de los bordes sobre el cultivo. Las matrices cristalinas, como el aragonito, permiten la promoción de la formación de tejidos complejos 3D que se aproxima a las condiciones "in vivo".

#### Célula olfativa envainada
El sistema olfativo primario de los mamíferos ha retenido la habilidad de regenerarse continuamente durante a etapa adulta. Las neuronas receptoras olfativas tienen una vida promedio de 6-8 semanas y por ello se deben de reemplazar con células diferenciadas de células madre dentro de capas cerca de la base del epitelio. Las nuevas neuronas receptoras olfativas necesitan proyectar sus axones a través del SNC a un bulbo olfatorio para ser funcionales. El crecimiento axonal es guiado por la composición glial y la citoarquitectura del bulbo olfatorio junto con la presencia de células olfativas envainadas (OEC)s
Está postulado que las OECs se originan en la placoda nasal, que sugiere un origen de desarrollo diferente que a otras microglias similares del sistema nervioso.
Otro concepto interesante es que las OECs se encuentran en porciones de los dos sistemas, el central y el periférico del sistema primario olfativo, que es el epitelio y bulbo olfativo.
Las OECs son similares a las células de Schwann en cuanto a que proveen una sobre regulación de baja afinidad de NGF receptor p57 después de una herida; sin embargo producen en menor cantidad de neurotrofinas. Numerosos estudios han demostrado que apoyan la regeneración de axones dañados, pero estos resultados no son posibles de ser replicados. No obstante, las OECs se han investigado intensamente en relación con las lesiones de la médula espinal, esclerosis lateral amiotrófica, y las enfermedades neurodegenerativas. Los investigadores sugieren que éstas poseen un habilidad de remielinizar a las neuronas dañadas.
Tienen propiedades similares a la de los astrocitos, ambas han sido identificadas de ser susceptibles a las infecciones virales.

### Células madre
Las células madre se han caracterizado por tener la habilidad de autorrenovarse por un tiempo prolongado y aún mantener la habilidad de diferenciarse a través de uno o más linajes celulares. Las células madre pueden ser unipotentes, multipotentes o pluripotentes, lo que quiere decir que se pueden diferenciar en una, múltiples o todos los tipos de células, respectivamente. Las células madre pluripotentes se pueden convertir en células derivadas de muchas de las tres capas germinales embrionarias. Las células madre tienen ventaja sobre las células gliales porque son capaces de proliferar más fácil en cultivos. Sin embargo, es difícil diferenciar este tipo de células preferencialmente en varios tipos de células de una manera ordenada. Otra dificultad es que se carece de una definición bien definida, exceptuando a las células madre hemopoiéticas (HSCs). Cada tipo de célula madre tiene más de un método para identificarse, aislarla y expandirlas; esto ha causado múltiple confusión, ya que cada célula madre de un tipo (neural, mesenquimal, retinal) no se comportan de una misma forma bajo condiciones idénticas.

#### Células madre adultas
Las células madre adultas no son capaces de proliferar y diferenciarse tan efectivamente "in vitro" como son capaces de manera "in vivo". Las células madre adultas pueden provenir de diferentes localizaciones en un tejido, pero es difícil aislarlas, porque son definidas por comportamiento y no por marcadores superficiales. Un método se debe desarrollar para distinguirlas entre células madre y las células no diferenciadas a su alrededor. Sin embargo, los marcadores superficiales aún se pueden utilizar en cierta extensión para remover la mayoría de las células no deseadas. La plasticidad es la habilidad para diferenciar a través de los límites de la línea germinal embrionaria. Aunque, la presencia de plasticidad ha sido muy impugnada. Algunos claman que la plasticidad es causada por la heterogeneidad entre las células o los eventos de fusión celular. Actualmente, las células se pueden diferenciar a través de líneas celulares con rendimientos de 10% a 90% dependiendo de la técnica usada. Más estudios son requeridos para estandarizar los rendimientos con la transdiferenciación. La transdiferenciación de células madre es un medio potencial para obtener células madre que están disponibles o son fácil de obtener en la adultez.

#### Célula madre mesenquimatosa
Las células madre mesenquimatosas (MSCS) son células madre adultas localizadas en la médula ósea; son capaces de diferenciarse en linajes de origen mesodermal. Algunos ejemplos de tejido que forman son hueso, cartílago, grasa y tendones. Las MSCs se obtienen por aspiración de la médula ósea. Muchos factores promueven su crecimiento incluyendo: el factor de crecimiento derivado de plaquetas, el factor de crecimiento epidérmico β y  el factor de crecimiento insulínico tipo 1. En adición a sus caminos de diferenciación normal, se pueden transdiferenciar a través de linajes no mesenquimales como astrocitos, neuronas y células mielinizantes del sistema nervioso periférico. Son potencialmente usadas para estrategias en la regeneración nerviosa porque:
1. su uso no es una preocupación ética
2. no se necesita inmunosupresión
3. son un recurso abundante y de fácil acceso
4. soportan la manipulación genética

Keilhoff et al. (2006) desarrollaron un estudio comparando la capacidad de regeneración de nerviosos de células no diferenciadas y MSCs transdiferenciadas a células de Schwann en injertos musculares desvitalizados cerrando una brecha de 2 cm en el nervio ciático de ratas. Todas las células fueron autólogas. Las células MSCs transdiferenciadas fueron cultivadas en una mezcla de factores para promover la formación de células similares a las de Schwann. Las no diferenciadas no tuvieron capacidad regenerativa, las transdiferenciadas mostraron algo de regeneración, sin embargo, no alcanzaron la capacidad de las células de Schwann.

#### Células madre ectomesenquimatosa (EMSCs)
La dificultad de aislar y su posterior proliferación de las células de Schwann es un gran obstáculo. Una solución es la de selectivamente inducir células, como las células madre ectomesenquimatosas, en los fenotipos de las de Schwann. Las EMSCs son células de la cresta neural que migran de la cresta neural craneal al primer arco branquial en el desarrollo temprano del sistema periférico nervioso. Son multipotenciales y poseen una capacidad de autorrenovarse. Se les puede pensar como células progenitoras de Schwann, ya que están asociadas con el ganglio espinal y el desarrollo de los nervios motrices. Su diferenciación parece ser regulada por programas intrínsecos genéticos y señales extracelulares del ambiente que las rodea. Las células de Schwann son la fuente de factores neurotrópicos y neurotróficos esenciales para la regeneración de nervios y para un crecimiento guiado en andamios. Nie, Zhang et al. condujeron un estudio investigando los beneficios de cultivar EMSCs dentro de conductos de PLGA. Al añadir forskolina y BPE a los cultivos de EMSCs provocó la formación de procesos de elongación, que es común en las células de Schwann "in vitro". Por ello, la forskolina y el BPF pueden inducir la diferenciación en fenotipos similares a las células de Schwann. El BPE contiene la citoquininas: factor neurotrófico derivado de líneas celulares gliales o GDNF, por sus siglas en inglés, factores de crecimiento de fibroblastos básicos y factores de crecimiento derivado de plaquetas, que causan la diferenciación y proliferación de células gliales en fenotipos similares a las células de Schwann, al activar la vía MAPK. Al implantarlos en conductos de PLGA, las EMSCs mantienen una supervivencia a largo plazo y promueven la regeneración de nervios periféricos dentro de una brecha de 10mm, que demuestra usualmente la poca o nada regeneración. Los axones mielinizados dentro de injertos y láminas basales son formados dentro de la mielina. Estas observaciones sugieren que las EMSCs pueden promover la mielinización de fibras de nervios regenerados dentro de un conducto.

#### Células progenitor neurales
Insertar neuronas en un conducto nervioso bioartificial parece un método muy obvio para reemplazar a las dañadas, las neuronas son incapaces de proliferar y tienen corto periodo de vida en cultivo. Por ello, las células progenitor neurales son candidatas prometedoras para reemplazar neuronas dañadas o degeneradas, porque son auto renovables, lo que permite la producción "in vitro" de muchas células con mínimo material del donador. Para poder confirmar que las neuronas formadas a partir de las progenitor son parte de una red funcional, la presencia de la formación de sinapsis es requerida. Un estudio de Ma, Fitzgerald et al. fue el primero en demostrar la sinapsis funcional y la formación de redes neuronales derivadas de murina neural madre y células progenitor neural en matrices de colágeno 3D. Las células madre progenitor se expanden y diferencian espontáneamente en neuronas excitables y forman sinapsis, además, retienen la habilidad de diferenciarse en los tres linajes de la ingeniería de tejidos neural.  Se demostró que no solo se produjo el reciclaje de vesículas sinápticas activo, sino también la producción de conexiones inhibitorias capaces de generar potenciales de acción espontáneos. Por ello, estas células son viables y con una fuente relativamente ilimitada para crear neuronas funcionales

#### Células madre neurales
Las células madre neurales (NSCs, por sus siglas en inglés) tienen la capacidad de autorrenovarse y diferenciar en linajes neuronales y gliales. Muchos métodos de cultivo se han desarrollado para dirigir su diferenciación; no obstante, la creación de biomateriales para dirigirlas es vista como tecnología clínica relevante y usable. Un acercamiento para el desarrollo de un biomaterial para dirigir la diferenciación de las NSC es combinar componentes de la matriz extracelular y factores de crecimiento. Un estudio reciente por Nakajima, Ishimuro et al. examinó los efectos de diferentes pares de moléculas hechas con factores de crecimiento y componentes de la matriz extracelular en la diferenciación de NSCs hacia astrocitos y células neurales. Los componentes investigados fueron laminina-1 y fibronectina, que son componentes naturales y ProNectina F plus (Pro-F) y Por NEctina L (Pro-L) que son artificiales, junto con polietilenimina (PEI). Los factores neurotróficos usados fueron el factor epidérmico de crecimiento (EGF), factor de crecimiento de fibroblastos-2 (FGF-2), factor de crecimiento nervioso (NGF), neurotrofina-3 (NT-3) y factor neurotópico ciliar (CNTF). Los pares fueron inmovilizados en una matriz de arreglos celulares, donde las NSCs fueron cultivadas. Después de 2 días en cultivo, fueron coloreadas con anticuerpos en contra de nestina, β-tubulina III, y GFAP, que son marcadores para NSCs, células neuronales y astrocitos, respectivamente. Los resultados dieron valiosa información en combinaciones de factores de crecimiento con componentes de la matriz extracelular ventajosas como método práctico para el desarrollo de biomateriales para dirigir la diferenciación de las NSCs.

## Factores neurotróficos
Actualmente, los factores neurotróficos están siendo estudiados intensamente con vistas a su utilización como conductos nerviosos artificiales, porque son necesarios para dirigir el crecimiento y la regeneración axonal "in vivo". En estudios se usan normalmente junto con otras técnicas como las señales físicas y químicas creadas por la adición de células y topografías específicas. Los factores neurotróficos pueden o no ser inmovilizados a la estructura del andamio, aunque es preferible que lo estén porque eso permite la adhesión celular y permanentemente la de gradientes controlables. En algunos casos, como con los sistemas de administración de fármacos neural, se les inmoviliza dejándolos un poco suelto para que puedan ser selectivamente liberados en tiempo y cantidades específicas. La administración de fármacos es el siguiente paso de la adición básica de factores de crecimiento para los conductos nerviosos artificiales.

## Materiales biomiméticos
Muchos de los biomateriales usados para los conductos nerviosos artificiales son los materiales biomiméticos. Estos materiales se han diseñado para provocar respuestas celulares específicas mediadas por interacciones con los péptidos atados a los andamios de las proteínas de la membrana extracelular; esencialmente, la incorporación de péptidos para unión celular hacia los biomateriales se hace vía modificaciones químicas y físicas.

## Sinergismo
La sinergia ocurre regularmente cuando dos elementos se combinan; es una interacción entre dos elementos que causa un efecto mayor que los efectos combinados de los elementos por separado. La sinergia es evidente en la combinación del material de un andamio y la topología con terapias celulares, factores neurotróficos y materiales biomiméticos. La investigación en sinergia es el siguiente paso después de que las técnicas individuales prueban su efectividad por sí mismos. La combinación de diferentes factores necesita una investigación cuidadosa para optimizar los efectos sinérgicos

### Optimización de la combinación de factores neurotróficos
Se predice que las interacciones entre factores neurotróficos puede alterar las concentraciones óptimas de cada factor. Mientras la supervivencia celular y la conservación del fenotipo son importantes, el énfasis de la evaluación está en la extensión de la neurita. Una combinación de factores de crecimiento nervioso, factores neurotróficos derivada de líneas celulares glial (GDNF), y los factores neurotróficos (CNTF) fue presentada a cultivos del ganglio espinal "in vivo". Un factor de cada familia neurotrófica fueron usadas. Fue determinado que no hay diferencia en la concentración óptima individual y la combinación de concentraciones óptimas; sin embargo, alrededor del día 5 o 6 las neuritas dejaron de extenderse y comenzaron a degradarse. La razón se dijo que fue debido a la falta de nutrientes críticos o de los debidos gradientes; estudios previos enseñan que los factores de crecimiento pueden optimizar la mejor extensión de las neuritas cuando se les presentan gradientes. Estudios futuros en la combinación de factores neurotróficos necesitarán incluir gradientes.

### Combinación de moléculas de adhesión neural y GFD-5
Las moléculas de adhesión celular (MACs) y los factores neurotróficos embonan juntos para formar matrices biocompatibles, es un concepto relativamente nuevo en investigación. Las MACs de la superfamilia de las inmunoglobulinas (IgSF) que incluye L1/NgMac u la neurofascina, son particularmente prometedoras, ya que se expresan en el desarrollo del sistema nervioso o en las células de Schwann. También fungen como señales de guía y median la diferenciación neuronal. Los factores neurotróficos como NGF y factor de diferenciación de crecimiento 5 (GDF-5), sin embargo, están establecidos como promotores de la regeneración "in vivo". Un estudio reciente por Niere, Brown et al. investigó los efectos sinérgicos de combinar L1 y neurofascina con NGF y GDF-5 en neuronas DRG en cultivo; esta combinación promovió un mejor crecimiento de las neuritas. Mayor desarrollo se demostró al combinar L1 y neurofascina en proteínas de fusión artificiales, que mejoraron la eficiencia ya que los factores no fueron administrados individualmente. No solo se pueden usar diferentes señales, pero se les puede combinar dentro de una sola nueva señal.

### Topografía en la sinergia con señales químicas y biológicas
El efecto de presentar múltiples estímulos en señales químicas, físicas y biológicas en la diferenciación de células neurales progenitor no ha sido explorado. Se llevó a cabo un estudio donde tres diferentes estímulos fueron presentados a células progenitor del hipocampo de ratas: astrocitos tipo 1 postnatal de ratas (biológicas), laminina (químicas), y sustratos con micropatrones (física). Más del 75% de los astrocitos tipo 1 se alinearon dentro de 20º de las ranuras comparadas con el crecimiento aleatorio en los sustratos sin patrones. Cuando los astrocitos tipo 1 fueron cultivados en sustratos con micropatrones con astrocitos, el crecimiento externo fue influenciado por los últimos que se alinearon con las ranuras; los astrocitos tipo 1 extendieron su crecimiento a través de los filamentos del citoesqueleto de los astrocitos. Sin embargo, el alineamiento no fue tan significante que cuando fueron cultivadas por sí solas. Para valorar los diferentes fenotipos expresados como resultado de la diferenciación, las células fueron coloreadas con anticuerpos clase III β-tubulina (TuJI), con receptores que interactúan con proteínas (RIP),y proteína glial fibrilaria acídica (GFAP), que son marcadores para neuronas jóvenes, oligodendrocitos y astrocitos, respectivamente. La mayor cantidad de diferenciación se vio con los astrocitos tipo 1 cultivados en sustratos con patrones y astrocitos.